# Shōzō Fujii
Pour les articles homonymes, voir Fujii.
Shōzō Fujii (藤猪省太, Fujii Shōzō), né le 12 mai 1950 à Higashikagawa, est un ancien judoka japonais. Quadruple champion du monde consécutif (1971, 1973, 1975, 1979), il n'a jamais pu participer aux Jeux olympiques soit à cause de blessure (1972, 1976), soit en raison du boycott de son pays (aux JO de Moscou en 1980). Il prolongera sa carrière dans le judo de haute compétition en tant qu'arbitre mondial.

## Palmarès
- Championnats du monde de judo
  -  Médaille d'or en -80 kg aux Championnats du monde de Ludwigshafen en 1971.
  -  Médaille d'or en -80 kg aux Championnats du monde de Lausanne en 1973.
  -  Médaille d'or en -80 kg aux Championnats du monde de Vienne en 1975.
  -  Médaille d'or en -78 kg aux Championnats du monde de Paris en 1979.